# Castropodame
Castropodame ist eine Gemeinde mit 1.574 Einwohnern (Stand: 2024) im nordwestlichen Zentral-Spanien in der Provinz León in der Autonomen Gemeinschaft Kastilien-León. Die Gemeinde besteht neben dem Hauptort Castropodame aus den Ortschaften Calamocos, Matachana, San Pedro Castañero, Turienzo Castañero, Viloria und Villaverde de los Cestos.

## Geografie
Castropodame liegt etwa 100 Kilometer westlich von León in einer Höhe von ca. 745 m. 

## Bevölkerungsentwicklung
| Jahr        | 1900 | 1950 | 1970 | 1981 | 1991 | 2001 | 2011 | 2021 |
| ----------- | ---- | ---- | ---- | ---- | ---- | ---- | ---- | ---- |
| Einwohner   | 2534 | 2714 | 2733 | 2207 | 1933 | 1841 | 1780 | 1605 |
| Quelle: INE |      |      |      |      |      |      |      |      |

## Sehenswürdigkeiten
- Kolumbakirche in Castropodame
- Christuskapelle in Castropodame
- Christuskapelle in Las Maravillas-Matachana
- Petri-Ketten-Kirche in San Pedro Castañero
- Martinskirche in Villaverde de los Cestos
- Rathaus

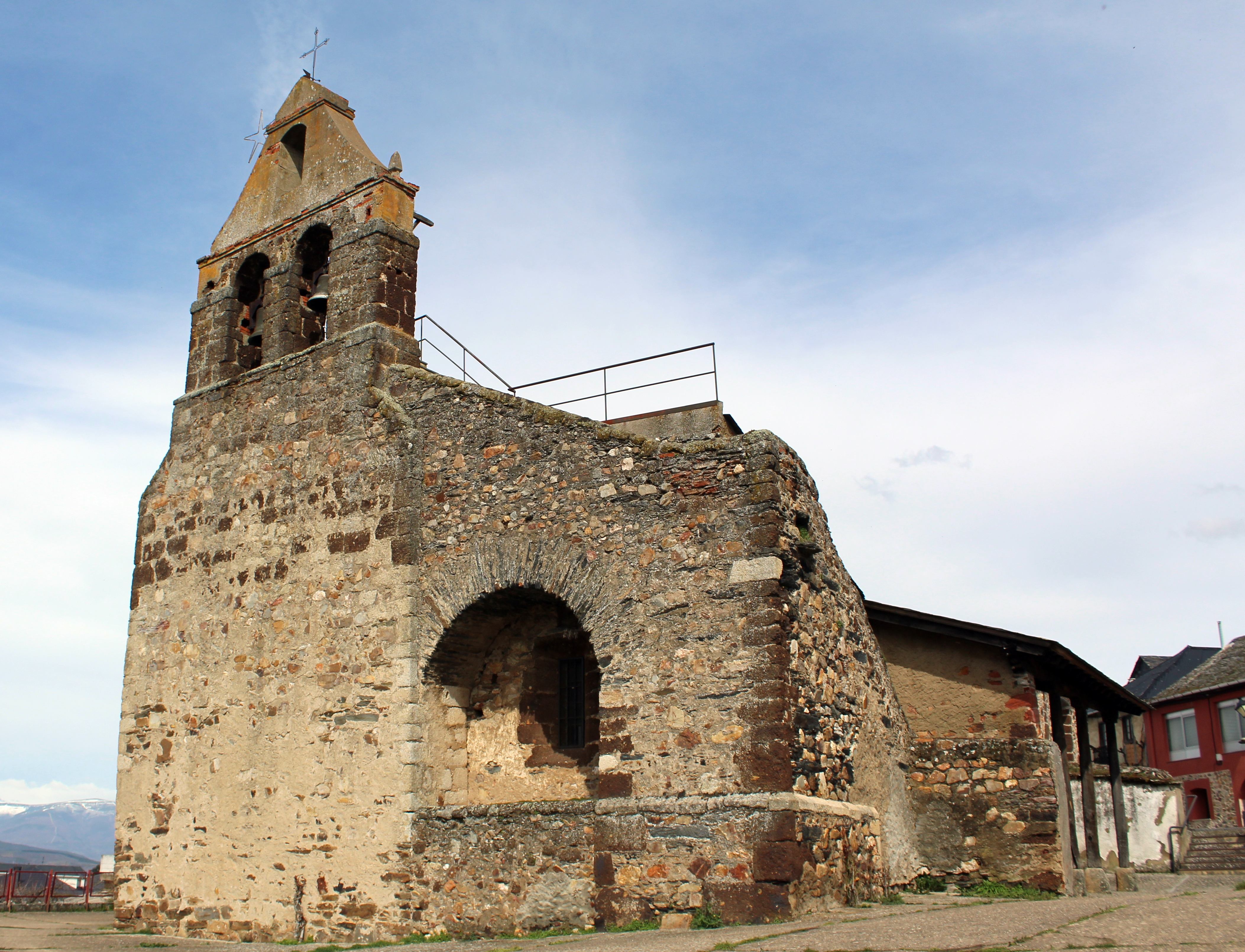
Kolumbakirche
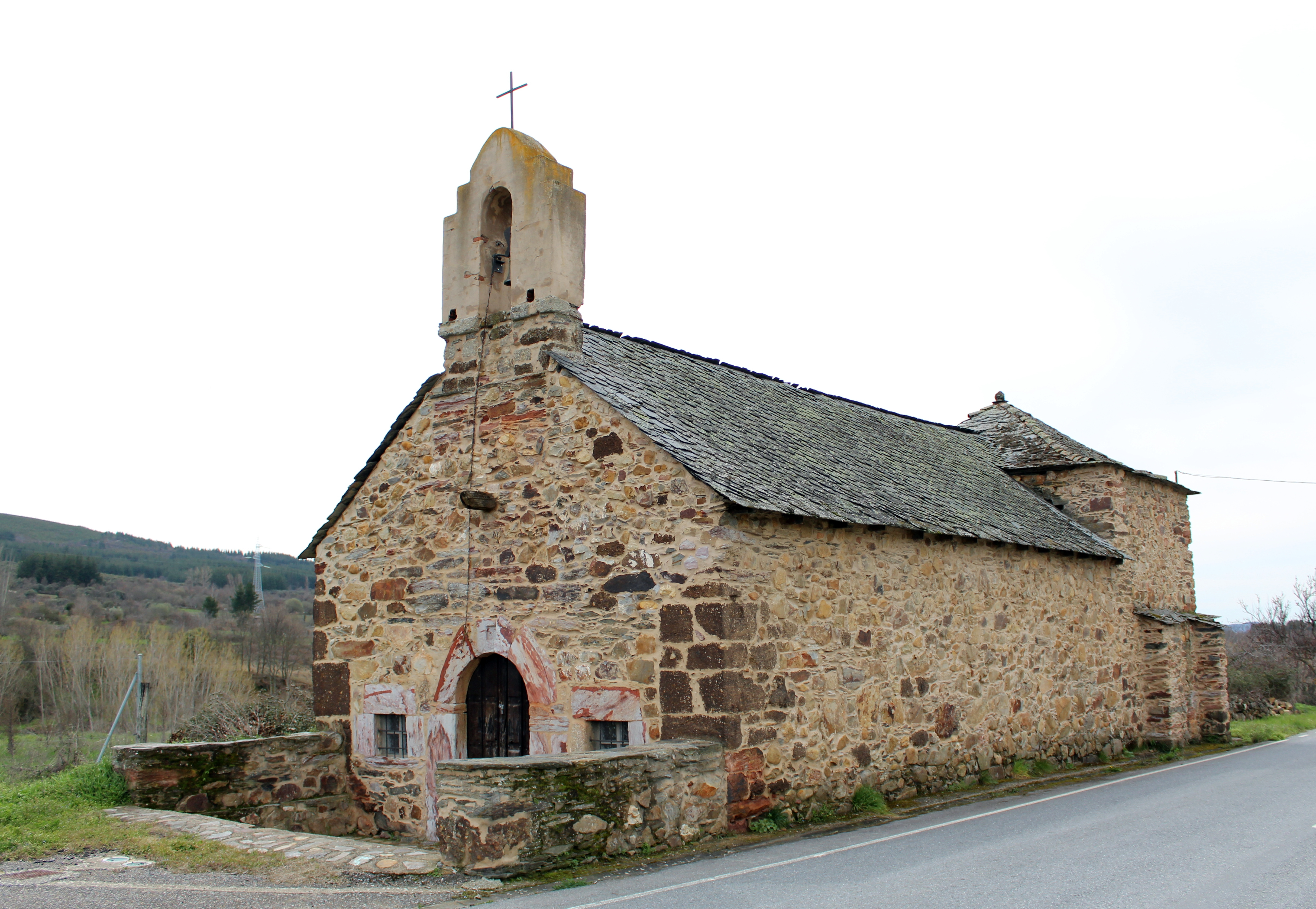
Christuskapelle in Castropodame
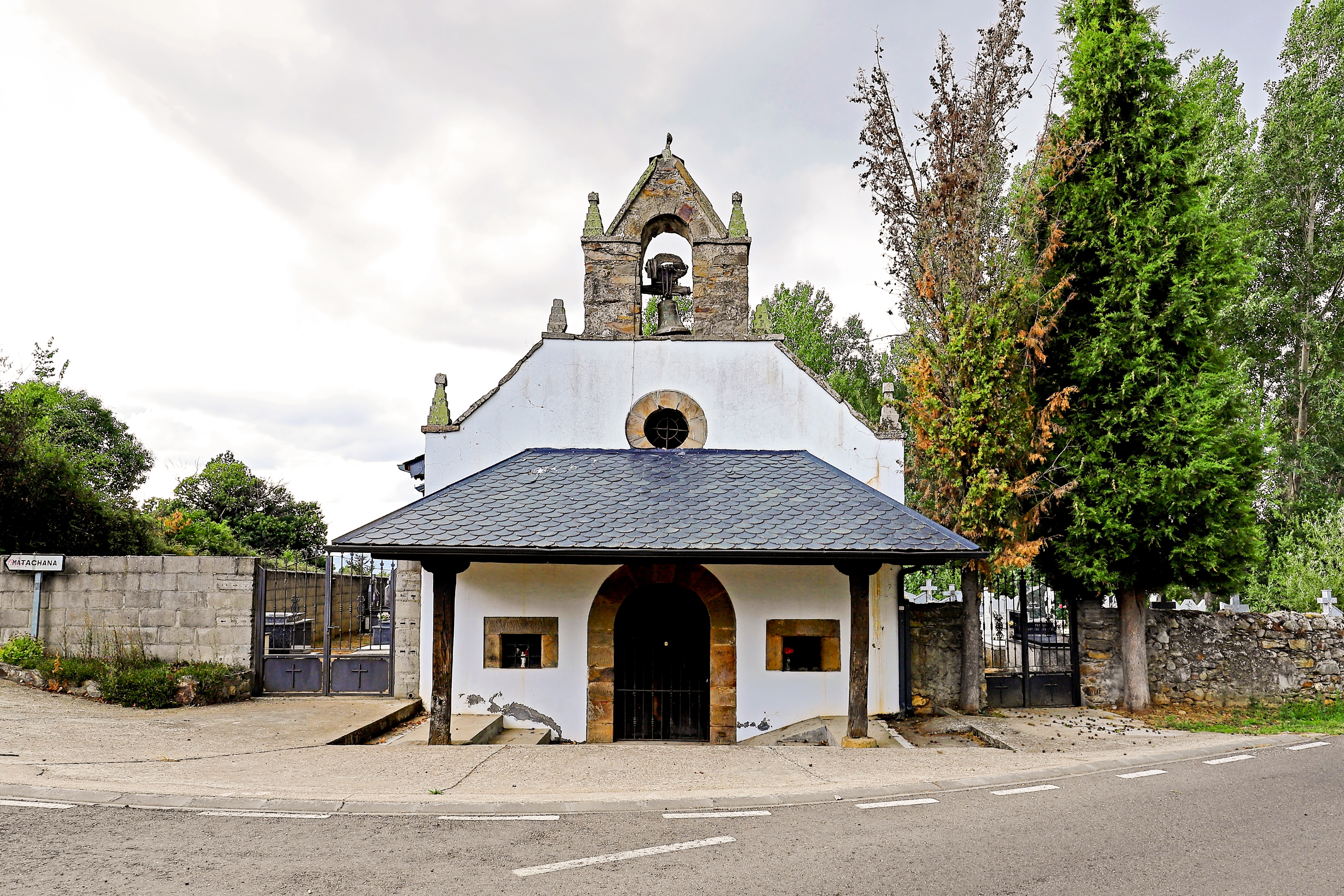
Petri-Ketten-Kirche
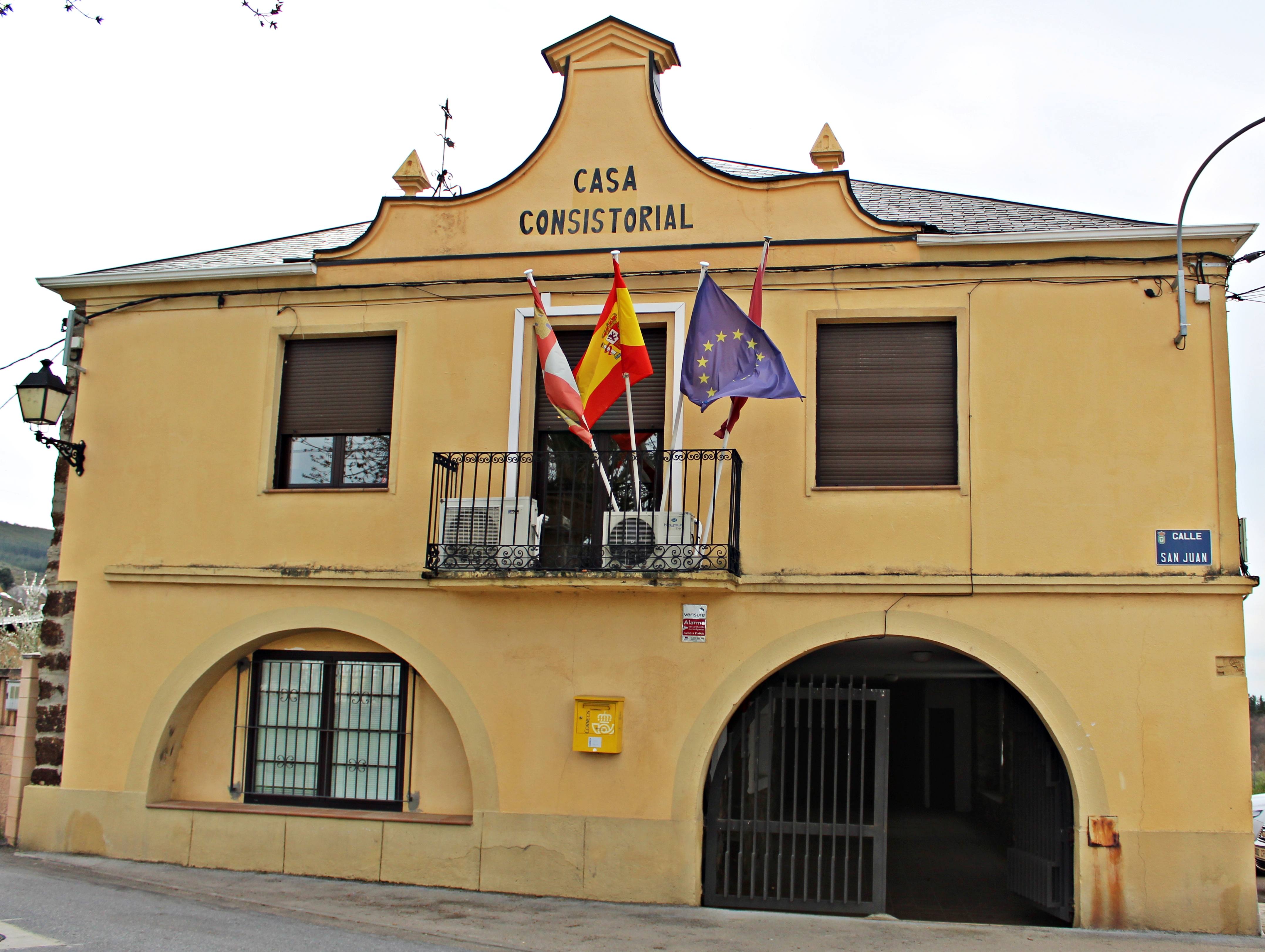
Rathaus